# فیئر ۲: پروژه مبدا
فیئر ۲: پروژه مبدا یک بازی ویدیویی تیراندازی اول شخص ترس و بقا است که توسط مونولیث پروداکشنز ساخته و توسط برادران وارنر برای مایکروسافت ویندوز ، پلی‌استیشن ۳ و ایکس‌باکس ۳۶۰ منتشر شده است. این بازی دنباله ای بر بازی فیئر و دومین بازی از سری فیئر است. این بازی در تاریخ ۱۰ فوریه ۲۰۰۹ منتشر شد و دو روز بعد در تاریخ ۱۲ فوریه ۲۰۰۹ در شبکه استیم در دسترس کاربران قرار گرفت.  یک بسته الحاقی برای بازی با نام فیئر ۲: تولد دوباره ، در تاریخ ۳ سپتامبر ۲۰۰۹ منتشر شد.